# Ruw struisgras
Ruw struisgras of zilverstruisgras (Agrostis scabra) is een vaste plant, die behoort tot de grassenfamilie. De plant komt van nature voor in Noord-Amerika en het oosten van Azië. Het aantal chromosomen is 2n = 42.
Ruw struisgras lijkt veel op klein struisgras (Agrostis hyemalis). Beide soorten zijn op grond van bladbreedte en aartjesgrootte uit elkaar te houden. Klein struisgras heeft aartjes die kleiner zijn dan 2 mm en de bladbreedte is kleiner dan 1 mm.
De polvormende plant wordt 40-80 cm hoog en heeft rechtopgaande stengels. Het ruwe, 14 cm lange en 1–3 mm brede blad is bezet met kleine haartjes. Het tongetje is 1–5 mm lang en heeft een stompe tot afgeronde top. De bladeren verouderen vroeg terwijl de bloeiende stengel nog groen is.
Ruw struisgras bloeit in augustus en september. De bloeiwijze is een (8–)15–25(–40) cm lange pluim met zeer slanke hoofdtakken. De enkelvoudige, groene maar vaker paarse, enkelbloemige aartjes zijn 2–3,4 mm lang. De ruw gekielde kelkkafjes hebben één nerf en een puntige top. Het bovenste kelkkafje is 1,8 tot 3,4 mm lang. Het onderste kelkkafje is even lang of iets korter. Het onderste, 1,4 tot 2 mm lange kroonkafje is dun en heeft vijf nerven. De top is puntig tot gekarteld tot enigszins afgerond. Het bovenste kroonkafje is korter dan 0,2 mm, maar vaker helemaal afwezig. De verdikte basis van het aartje is schaars bedekt met 0,1–0,2 mm lange haren. Er zijn per bloem drie meeldraden, waarvan de helmhokjes 0,4–0,6 mm lang zijn.
De vrucht is een elliptische, 0,9 tot 1,4 mm lange graanvrucht.

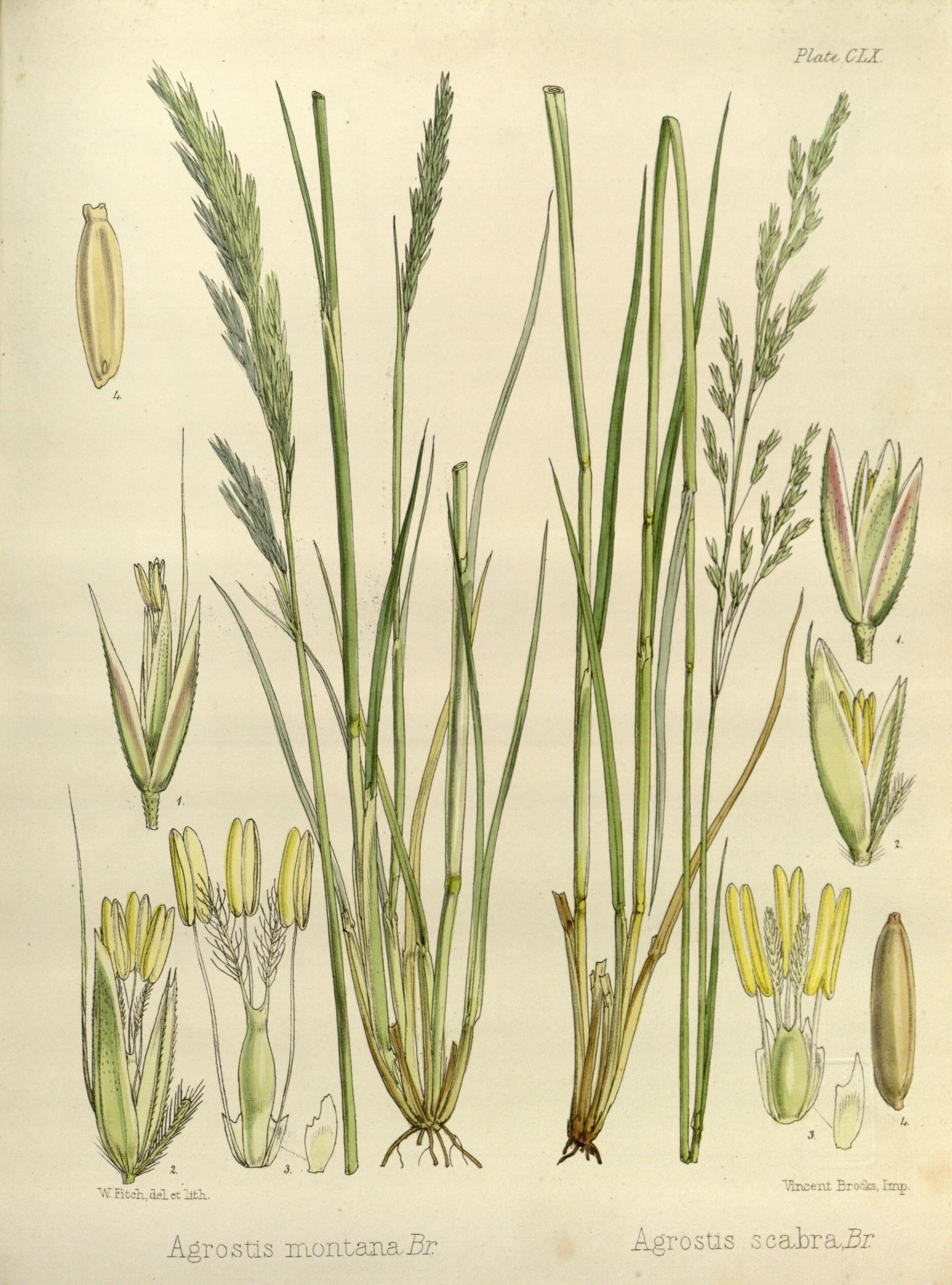
rechts: Agrostis scabra
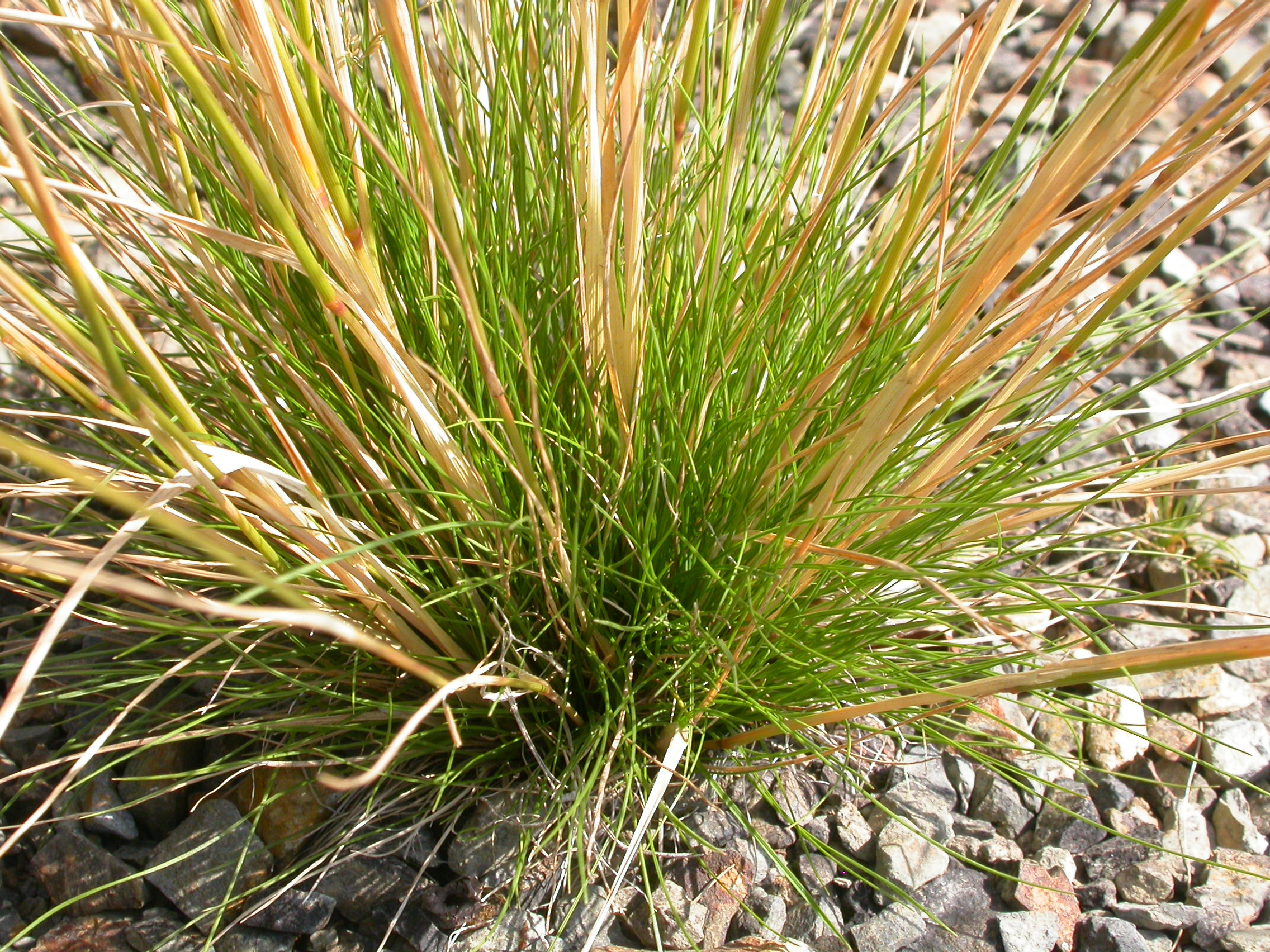
Plant
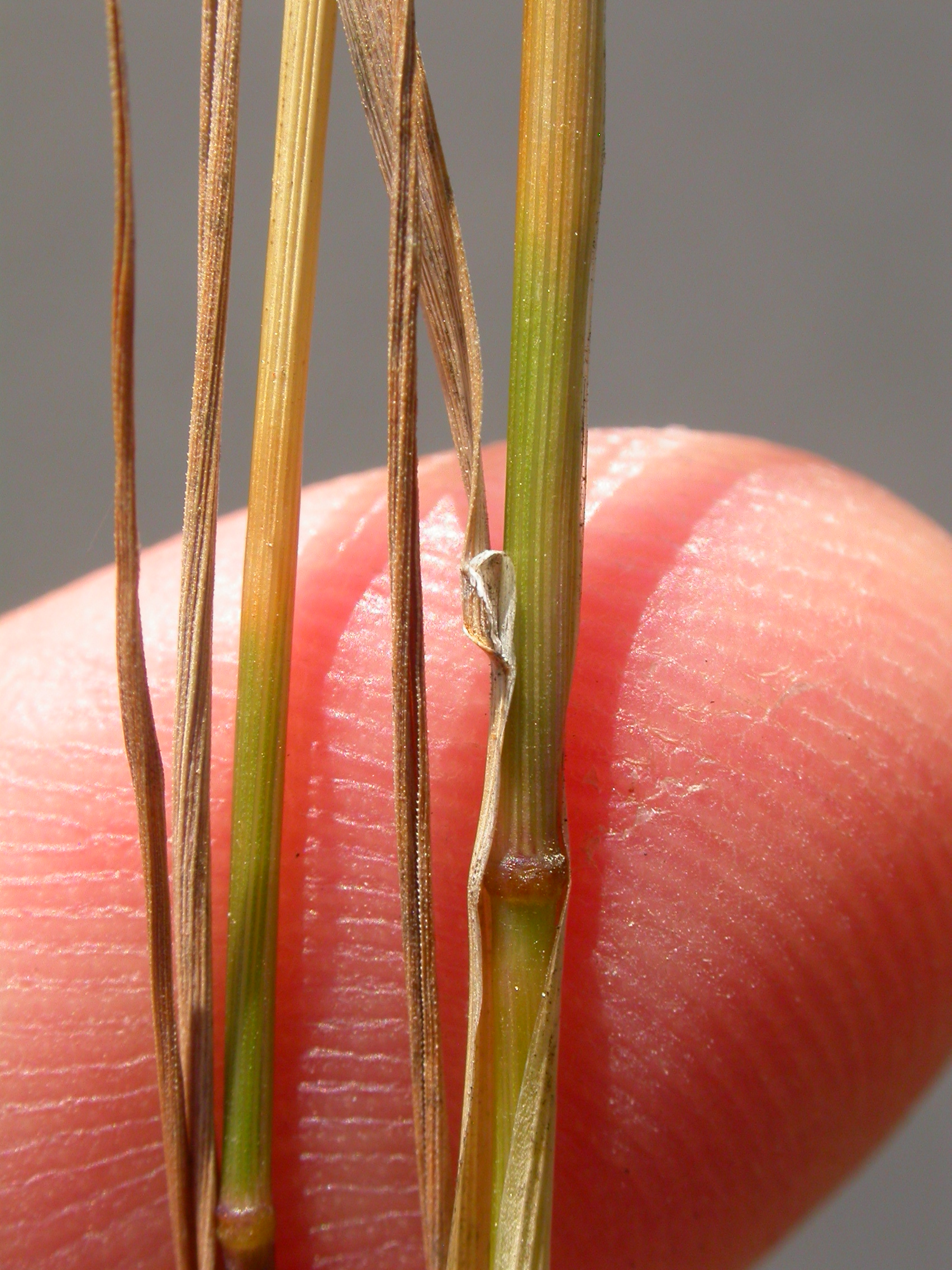
Stengel met bladschede en tongetje
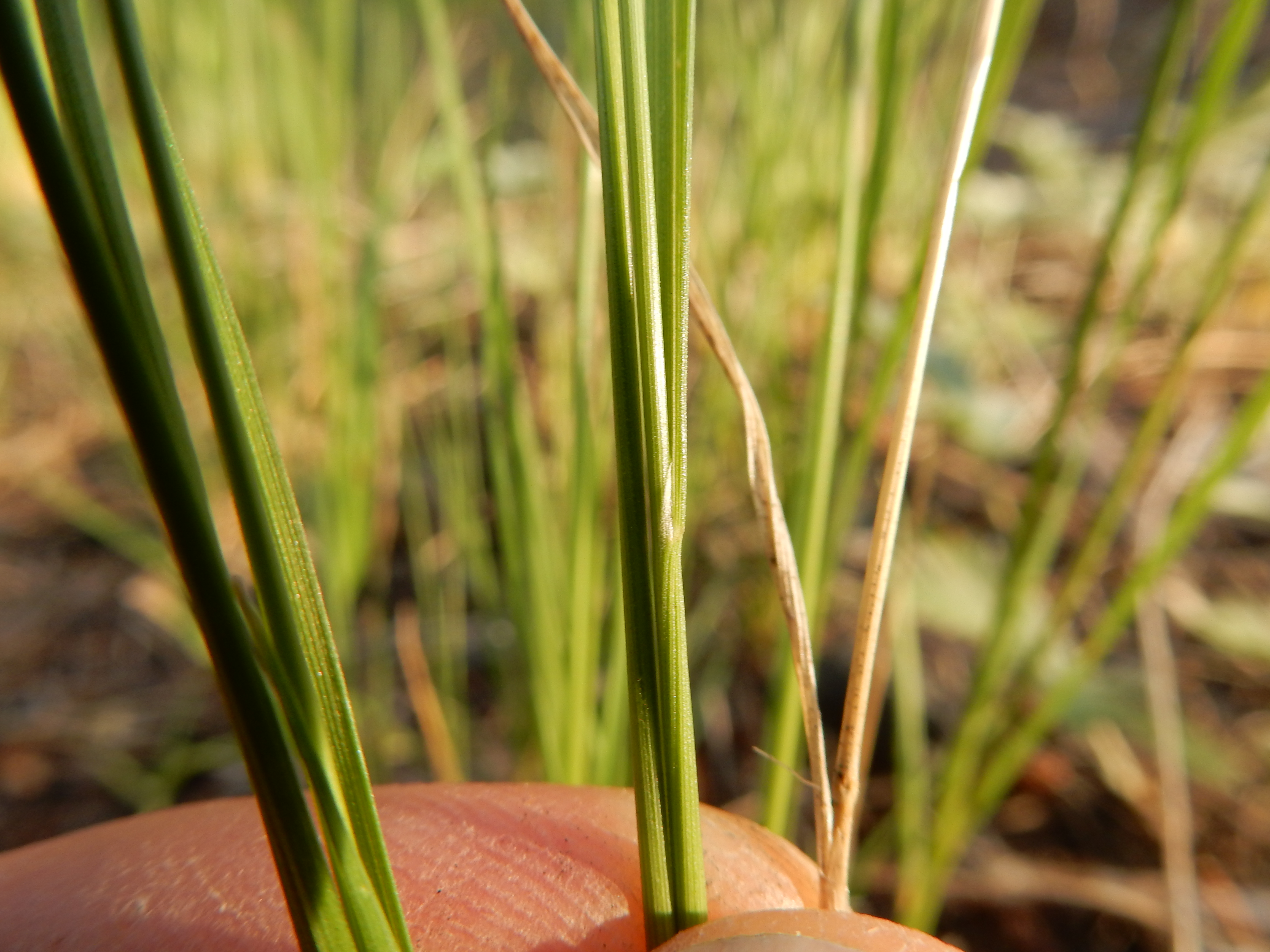
Tongetje
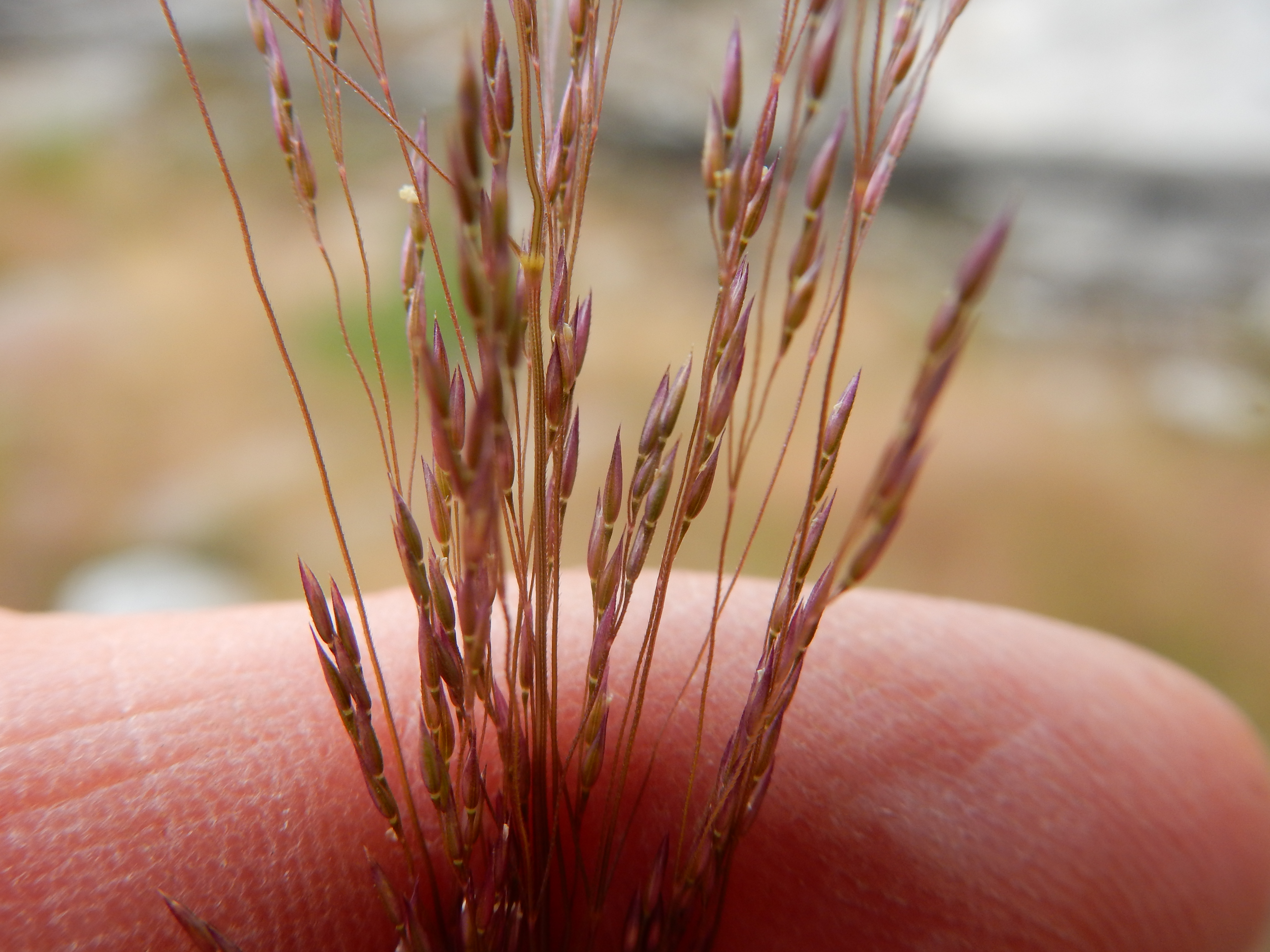
Aartjes
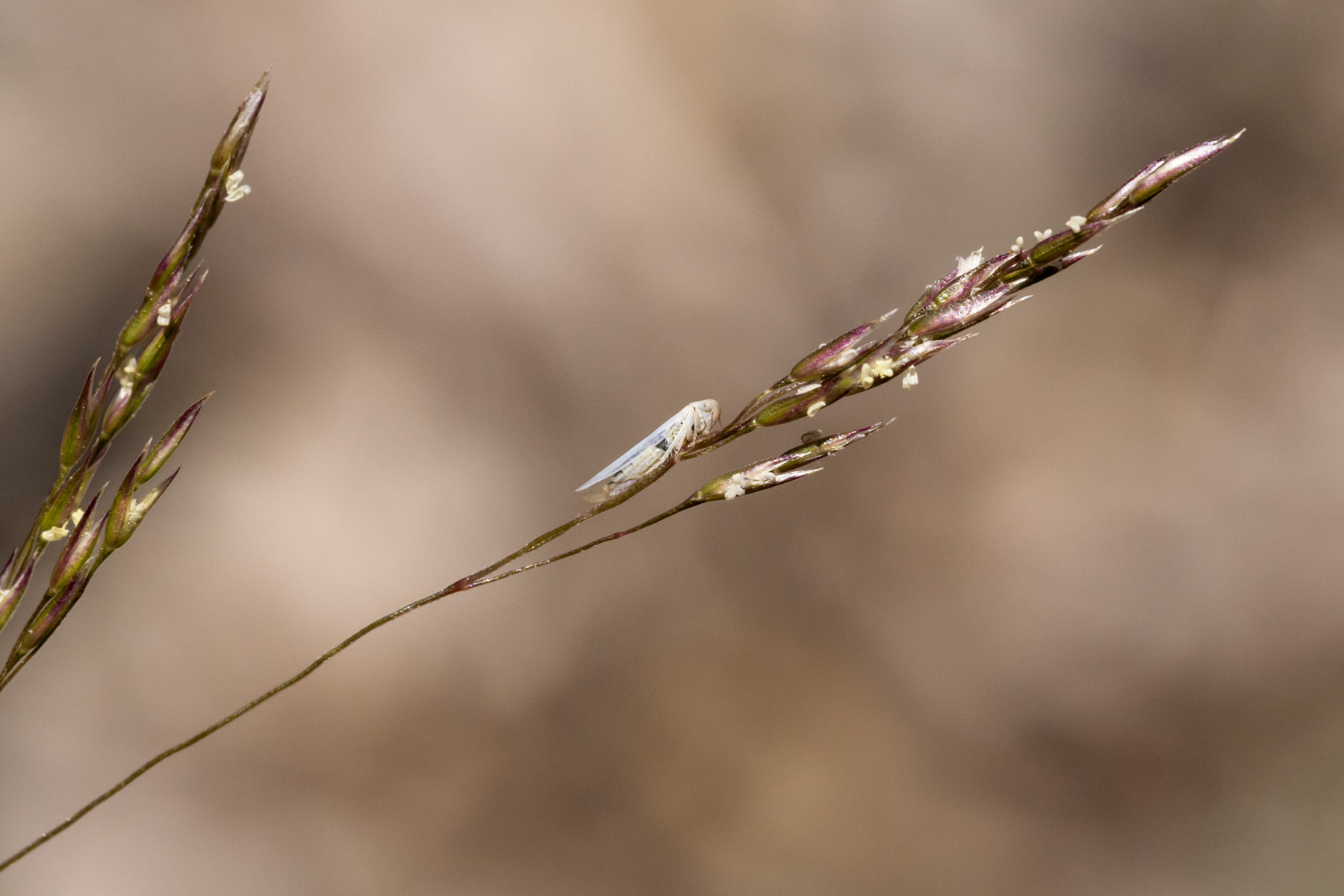
Bloeiende aartjes
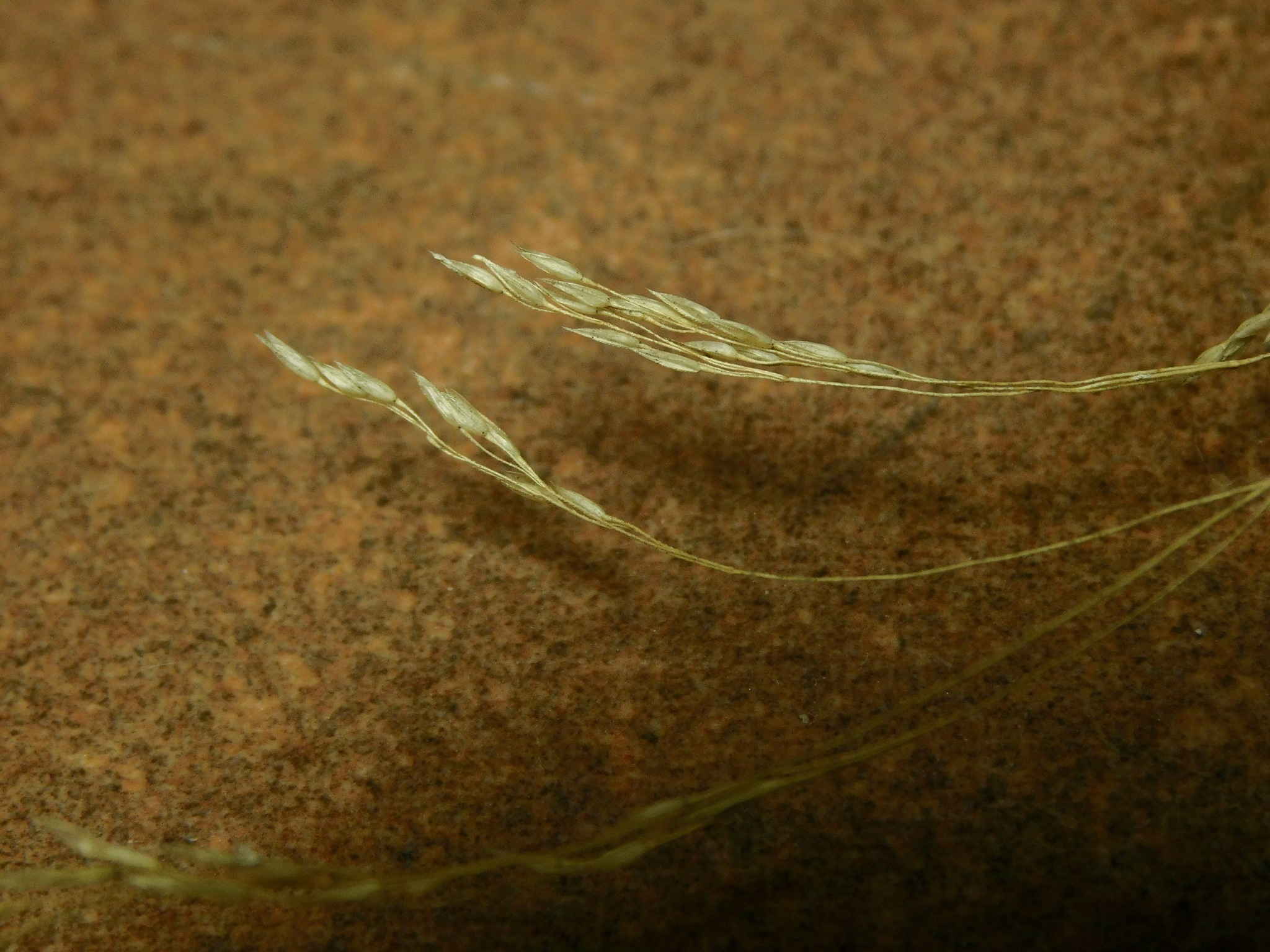
Vruchten

Ruw struisgras komt voor op droogvallende venbodems en ook hogerop in de verder vrij kale oevers.